# Cires-lès-Mello
Cires-lès-Mello és un municipi francès, situat al departament de l'Oise i a la regió dels Alts de França. L'any 2007 tenia 3.482 habitants.

## Demografia

### Població
El 2007 la població de fet de Cires-lès-Mello era de 3.482 persones. Hi havia 1.274 famílies de les quals 314 eren unipersonals (127 homes vivint sols i 187 dones vivint soles), 430 parelles sense fills, 426 parelles amb fills i 104 famílies monoparentals amb fills.
La població ha evolucionat segons el següent gràfic:
Habitants censats

### Habitatges
El 2007 hi havia 1.374 habitatges, 1.297 eren l'habitatge principal de la família, 4 eren segones residències i 73 estaven desocupats. 961 eren cases i 364 eren apartaments. Dels 1.297 habitatges principals, 871 estaven ocupats pels seus propietaris, 406 estaven llogats i ocupats pels llogaters i 19 estaven cedits a títol gratuït; 49 tenien una cambra, 124 en tenien dues, 223 en tenien tres, 344 en tenien quatre i 557 en tenien cinc o més. 894 habitatges disposaven pel capbaix d'una plaça de pàrquing. A 597 habitatges hi havia un automòbil i a 585 n'hi havia dos o més.

### Piràmide de població
La piràmide de població per edats i sexe el 2009 era:
| Homes | Edats   | Dones |
| ----- | ------- | ----- |
| 0     | 95 o +  | 0     |
| 4     | 90 a 94 | 4     |
| 4     | 85 a 89 | 16    |
| 4     | 80 a 84 | 0     |
| 36    | 75 a 79 | 40    |
| 56    | 70 a 74 | 32    |
| 40    | 65 a 69 | 72    |
| 60    | 60 a 64 | 76    |
| 64    | 55 a 59 | 68    |
| 164   | 50 a 54 | 124   |
| 128   | 45 a 49 | 152   |
| 200   | 40 a 44 | 136   |
| 188   | 35 a 39 | 144   |
| 152   | 30 a 34 | 136   |
| 132   | 25 a 29 | 116   |
| 92    | 20 a 24 | 100   |
| 100   | 15 a 19 | 152   |
| 132   | 10 a 14 | 148   |
| 152   | 5 a 9   | 124   |
| 120   | 0 a 4   | 112   |

## Economia
El 2007 la població en edat de treballar era de 2.428 persones, 1.718 eren actives i 710 eren inactives. De les 1.718 persones actives 1.549 estaven ocupades (823 homes i 726 dones) i 169 estaven aturades (74 homes i 95 dones). De les 710 persones inactives 247 estaven jubilades, 167 estaven estudiant i 296 estaven classificades com a «altres inactius».

### Ingressos
El 2009 a Cires-lès-Mello hi havia 1.234 unitats fiscals que integraven 3.114,5 persones, la mediana anual d'ingressos fiscals per persona era de 19.652 €.

### Activitats econòmiques
Dels 75 establiments que hi havia el 2007, 2 eren d'empreses extractives, 2 d'empreses alimentàries, 3 d'empreses de fabricació d'altres productes industrials, 8 d'empreses de construcció, 12 d'empreses de comerç i reparació d'automòbils, 8 d'empreses de transport, 7 d'empreses d'hostatgeria i restauració, 2 d'empreses d'informació i comunicació, 2 d'empreses financeres, 3 d'empreses immobiliàries, 10 d'empreses de serveis, 8 d'entitats de l'administració pública i 8 d'empreses classificades com a «altres activitats de serveis».
Dels 22 establiments de servei als particulars que hi havia el 2009, 1 era una oficina de correu, 2 oficines bancàries, 2 tallers de reparació d'automòbils i de material agrícola, 1 autoescola, 2 guixaires pintors, 2 lampisteries, 2 electricistes, 2 perruqueries, 3 restaurants, 2 agències immobiliàries i 3 salons de bellesa.
Dels 7 establiments comercials que hi havia el 2009, 2 eren botigues de més de 120 m², 2 fleques, 1 una fleca, 1 una peixateria i 1 una joieria.
L'any 2000 a Cires-lès-Mello hi havia 13 explotacions agrícoles que ocupaven un total de 760 hectàrees.

## Equipaments sanitaris i escolars
El 2009 hi havia 1 hospital de tractaments de mitja durada (seguiment i rehabilitació), 1 centre de salut i 1 farmàcia.
El 2009 hi havia 2 escoles maternals i 2 escoles elementals.

## Poblacions més properes
El següent diagrama mostra les poblacions més properes.